# Rachel Keller (atriz)
Rachel Rye Keller (25 de dezembro de 1992), mais conhecida como Rachel Keller, é uma atriz norte-americana conhecida pelo seu papel na série Legion como Sydney "Syd" Barrett e na série The Society da Netflix.

## Carreira
Keller nasceu em Los Angeles no natal em 25 de dezembro e cresceu em Saint Paul, Minnesota. Ela frequentou o Conservatório de Artistas Performáticos de Saint Paul e se formou em 2014 na Universidade Carnegie Mellon. O pai de Keller é judeu e ela também celebra o Hanukkah.
Keller teve um papel recorrente como Simone Gerhardt na segunda temporada da série de televisão de antologia FX Fargo.
Desde 2017, ela estrela como Sydney "Syd" Barrett, a protagonista feminina da série de super-heróis FX Legion.
Em 2019, Keller estrelou como Cassandra Pressman na série dramática de mistério da Netflix, The Society.

## Filmografia

### Filmes
| Ano  | Título                  | Papel             | Notas          |
| ---- | ----------------------- | ----------------- | -------------- |
| 2012 | Still Adore You         | Garota do cigarro | Curta-metragem |
| 2012 | Flutter                 | Kaylin            | Curta-metragem |
| 2014 | Hollidaysburg           | Tori              |                |
| 2016 | Wig Shop                | Shoshana          | Curta-metragem |
| 2018 | Write When You Get Work | Ruth Duffy        |                |
| 2018 | Diddie Wa Diddie        | Janet             | Curta-metragem |
| 2022 | A Man Called Otto       |                   |                |

### Televisão
| Ano       | Título       | Papel                | Notas                      |
| --------- | ------------ | -------------------- | -------------------------- |
| 2015      | O Mentalista | Anne                 | Episódio: "White Orchids"  |
| 2015      | Supernatural | Sister Mathias       | Episódio: "Paint It Black" |
| 2015      | Fargo        | Simone Gerhardt      | 7 episódios                |
| 2017–2019 | Legion       | Sydney "Syd" Barrett | 19 episódios               |
| 2019      | The Society  | Cassandra Pressman   | 3 episódios                |